# Dwayn Holter
Dwayn Holter (* 15. Juni 1995) ist ein luxemburgischer Fußballspieler.

## Karriere

### Verein
Holter begann seine Laufbahn beim luxemburgischen RFC Union Luxemburg. Im Januar 2012 wechselte er ins Ausland in das Nachwuchsleistungszentrum der SpVgg Greuther Fürth. Im Juni 2014 gab die SpVgg bekannt, dass Holter in die Profiabteilung aufrückt.
Zur Saison 2015/16 wurde er zum VfR Aalen ausgeliehen. In der Winterpause 2015/16 wechselte er auf Leihbasis zurück in seine Heimat zum Erstligisten CS Fola Esch. Im Sommer 2016 verließ er Fürth definitiv und wechselte zum luxemburgischen Fußballverein FC Differdingen 03. 2018 folgte dann der Wechsel nach Belgien zu Royal Excelsior Virton in die drittklassige Eerste Division Amateure. Die Mannschaft konnte zwar am Ende der Saison den Aufstieg feiern, Holter kam jedoch nur dreimal in der Liga zum Einsatz. Kurz vor Beginn der Saison 2019/20 schloss er sich dann seinem ehemaligen Jugendverein RFC Union Luxemburg in der BGL Ligue an. Im Mai 2022 gewann er dann mit dem nationalen Pokal seinen ersten Titel durch einen 3:2-Finalsieg über den F91 Düdelingen. Anschließend wurde sein Vertrag im Sommer aufgelöst und der Spieler war bis zum Jahresende vereinslos. Dann nahm ihn im Januar 2023 Ligarivale US Bad Mondorf unter Vertrag.

### Nationalmannschaft
Von 2010 bis 2013 absolvierte der Mittelfeldspieler 15 Länderspiele für diverse luxemburgische Jugendauswahlen und erzielte dabei einen Treffer. Am 26. Mai 2014 gab Holter dann sein Debüt bei einem Testspiel der luxemburgische A-Nationalmannschaft in Belgien, wo er in der 83. Minute für Chris Philipps eingewechselt wurde. Knapp eine Woche später gab er dann sein Startelfdebüt im Test gegen Italien (1:1). In den folgenden drei Jahren absolvierte Holter insgesamt 14 Partien für die A-Auswahl seines Landes.

## Erfolge
- Luxemburgischer Pokalsieger: 2022